# Tad Gormley Stadium
El Tad Gormley Stadium (originalmente City Park Stadium) es un estadio multiusos al aire libre de 26 500 espectadores, ubicado en Nueva Orleans (Luisiana, Estados Unidos), que recibe su nombre de Frank "Tad" Gormley. Es el estadio de los equipos de pista femeninos y masculinos de la Universidad de Nueva Orleans. También se utiliza con frecuencia para los partidos de fútbol y de atletismo. Cuenta con césped artificial, una pista de 400 metros para todo clima, tres vestuarios, una sala de prensa con capacidad de 110 personas y 40 asientos de prensa suite.